# Baglad
Baglad là một thị trấn thuộc hạt Zala, Hungary. Thị trấn này có diện tích 4,86 km², dân số năm 2010 là 46 người, mật độ 9 người/km².